# Esteban Terreros
Esteban de Terreros y Pando (Trucios, 12 de julio de 1707-Forlì, 3 de julio de 1782) fue un filólogo y lexicógrafo jesuita español de la Ilustración, célebre por obras sobre paleografía, y su plurilingüe Diccionario castellano, cuyo primer volumen fue impreso en 1786, entre otras. Se le suele considerar entre los iniciadores de la Escuela Universalista Española del siglo XVIII.

## Biografía
Se quedó huérfano de padre y, al concluir la enseñanza elemental en su pueblo, marchó a Madrid para vivir y estudiar junto a un tío suyo, con quien aprendió latín y retórica. Con veinte años entró en la Compañía de Jesús, terminó el noviciado y estudió con más profundidad lenguas clásicas. En el colegio de la Compañía en Oropesa, Toledo, estudió tres años de filosofía y en el de Alcalá de Henares cuatro de teología. Enseñó luego latín, filosofía, matemáticas y retórica en el Real Seminario de Nobles fundado por Felipe V y en el Colegio Imperial de Madrid. Con los demás jesuitas fue desterrado a Italia por la Pragmática Sanción de 1767 de Carlos III y se estableció en Forlì, donde siguió estudiando y escribiendo hasta su muerte.
Su obra culmen, su famoso y cuatrilingüe Diccionario castellano con las voces de ciencias y artes en cuatro volúmenes, dedicado al Conde de Floridablanca, dotó a la ciencia en lengua española de una terminología de tecnicismos moderna y ajustada.

## Obras
- Conclusiones matemáticas...,  Madrid: Manuel Fernández, 1748.
- Con Andrés Marcos Burriel, Paleografía española: con una historia sucinta del idioma común de Castilla... substituida en la obra del espectáculo de la naturaleza en vez de la paleografía francesa por el P. Esteban de Terreros y Pando, 1757.
- Paleografía española: que contiene todos los modos conocidos que ha habido de escribir en España desde su principio y fundación hasta el presente, á fin de facilitar el registro de los Archivos, y lectura de los manuscritos, y pertenencias de cada particular; juntamente con una historia sucinta del idioma común de Caítilla y demás lenguas, ó dialectos, que se conocen como propios en estos Reynos: substituida en la obra del espectáculo de la naturaleza en vez de la paleografía francesa, Madrid: oficina de Joachin Ibarra, 1758.
- Diccionario castellano con las voces de ciencias y artes y sus correspondientes en las tres lenguas francesa, latina e italiana... Madrid: Imp. de la viuda de Ibarra, cuatro vols. en folio: t. I, 1786; t. II, 1787; t. III, 1788; un cuarto volumen salió mucho más tarde con el título de Los tres alfabetos Frances, Latino é Italiano con las voces... que les corresponden en la lengua Castellana. Volumen 4 de Diccionario Castellano con las voces de ciencias y artes y sus correspondientes en las tres lenguas Francesca, Latina é Italiana..., 1793. Existe edición moderna de los cuatro volúmenes, Barcelona: Arco Libros, 1987.
- Noël Antoine Pluche, Espectáculo de la naturaleza, o Conversaciones acerca de las particularidades de la historia natural ... Parte 7a que contiene lo que pertenece al hombre en sociedad, escrito en el idioma francés por el abad M. Pluche, y traducido al castellano por el P. Estevan de Terreros y Pando, G. Ramírez, 1753-55, 16 vols. en 4.°
- Reglas, a cerca de la lengua toscana, o italiana, reducidas a método... con el fin de facilitar a los españoles el conocimiento... de este idioma. Forli: Imprenta de Achiles Marozzi, 1771.